# Duffy the Disney Bear
Pour les articles homonymes, voir Duffy.
Duffy the Disney Bear est un ours en peluche de fiction appartenant à l'univers Disney. Ce personnage a la particularité d'être présent en tant que mascotte et dans le merchandising des parcs à thèmes Disney mais n'a pour autant été intégré dans aucun film ou série télévisée de la compagnie.

## Origine et développement
Duffy a été créé à l'origine en 2002 pour être commercialisé dans la boutique Once Upon a Toy, à Walt Disney World Resort, en Floride. À cette période, le personnage ne porte pas de nom et est simplement nommé « The Disney Bear » (l'ours Disney). Il existe alors en beige, blanc ou gris et est disponible avec un costume de père Noël ou de lapin de Pâques. Le personnage deviendra très populaire dans les parcs japonais à partir de 2004 où l'Oriental Land Company décide de le réutiliser comme mascotte pour la zone American Waterfront du parc Tokyo DisneySea. C'est à ce moment qu'il est nommé Duffy et qu'une histoire l'impliquant dans l'univers de DisneySea est créée. Le public japonais devient fan du petit ourson et lui permet de prendre une grande place dans le merchandising du parc. Preuve de son succès, à Tokyo DisneySea il sera mis en vedette lors des festivités des 25 ans du parc et un spectacle sur Donald Duck est remplacé en mars 2010 par Duffy My Friend, un nouveau spectacle basé sur l'histoire de Duffy.
Duffy réintègre les parcs Disney américains le 14 octobre 2010. Il est accueilli au parc Epcot au Walt Disney World Resort et au Disney California Adventure au Disneyland Resort. Il rejoint ensuite Hong Kong Disneyland le 19 novembre 2010 et le parc Disneyland Paris le 7 novembre 2011 à l'occasion du lancement de la saison de Noël.
Le 3 juillet 2014, OLC annonce la création d'un compagnon félin nommé Gelatoni au personnage de Duffy the Disney Bear.
Le 1er septembre 2020, Duffy apparait au Shanghai Disneyland.

## Le personnage

### Histoire fictive
L'histoire raconte que Mickey s'apprête à faire un grand voyage autour du monde en bateau pour rendre visite à tous ces amis. Minnie décide alors de lui fabriquer un ours en peluche afin de lui offrir pour lui tenir compagnie lors de ce long voyage. Mickey ravi nomma l'ours Duffy et parti avec lui. Depuis, Mickey emmène Duffy dans chacune de ces expéditions et aux retours, lui et son compagnon de route s'empressent de partager leurs souvenirs avec Minnie.
Cette histoire est présente sur les étiquettes des peluches vendues ainsi que sur le site officiel cependant, à l'origine, une autre version était disponible. L'histoire originale, trouvée sur l'étiquette de la première peluche dit que Mickey emmena son ours en peluche préféré au parc Magic Kingdom. Mickey, assis en face du château, souhaitait avoir un ami avec qui partager l'excitation et la magie du parc. La fée Clochette apparut et saupoudra l'ours de poussière magique, lui donnant vie. Mickey le serra dans ses bras et la silhouette de Mickey apparu sur le visage de son nouvel ami.
Depuis juin 2016, il est possible de rencontrer Duffy, Shellie May et Gelatoni dans le cinéma de Main Street "My Journeys with Duffy" à Hong Kong Disneyland. Ils ont été rejoints par le personnage de Stella Lou le 10 août 2017.

### Apparence
Duffy est un petit ours en peluche confectionné avec amour par Minnie. De couleur brune, il garde l'allure des ours en peluche traditionnel mais avec quelques détails Disney comme la célèbre silhouette de la tête de Mickey cousue dans le dos et sous les pattes. Cette même silhouette se retrouve sur la tête de Duffy, délimitant avec un pelage plus clair le visage de l'ours.
Il possède comme costume par défaut un habit de marin (chapeau, tunique et foulard) mais a très vite été décliné avec des tenues traditionnelles de plusieurs pays qu'il aurait visité avec Mickey.

## Compagnons

### ShellieMay
Duffy étant devenu pour Tokyo Disney Resort un produit aussi rentable que Mickey Mouse lui-même, le 22 janvier 2010 est apparu ShellieMay, le pendant féminine de Duffy,.
Sur l'oreille de la peluche, on trouve également l'histoire de ce personnage. Là encore, c'est Minnie qui décide de créer Shellie May pour offrir une amie à Duffy.
ShellieMay possède un pelage plus pâle mais garde les différentes marques de son appartenance à la famille Disney. Certaines coutures sont roses et elle a les yeux bleus.
Sa tenue habituelle est composée d'une petite jupe, d'un nœud sur la tête et d'un collier en forme de cœur fait en coquillage.

### Gelatoni
Le personnage de Gelatoni est un chat gris avec un beret bleu. Mickey et Duffy font sa rencontre lors d'un de leur voyage en Italie. Le petit chat est un peintre qui a été présenté pour la première fois en 2014 dans la zone Mediterranean Harbor du parc Tokyo DisneySea.

### Stella Lou
Le personnage de Stella Lou est une lapine de couleur lavande passionnée de danse. Elle a fait la rencontre de Duffy alors qu'elle s'entraîne sur l'American Waterfront, juste devant le S.S. Columbia. 
Le personnage a fait sa première apparition à Tokyo DisneySea le 4 avril 2017. Le 10 août 2017, le personnage intègre la photolocation "My Journeys with Duffy" à Hong Kong Disneyland.

### CookieAnn
Le personnage de CookieAnn est une chienne jaune aux yeux verts, passionnée de cuisine et plus particulièrement de pâtisserie. Elle porte une toque de cuisinière avec un nœud rose. Le personnage a fait sa première apparition à Hong Kong Disneyland le 3 juillet 2018. Le 10 octobre 2019, Disney a annoncé le nouveau nom de cookie, CookieAnn.

### 'Olu Mel
'Olu Mel est une tortue timide qui adore faire de la musique avec son ukulélé. Il se sent très proche de la nature et, parfois, il peut jouer de la musique avec elle. On le trouve souvent à Hawaï à Aulani. Son personnage costumé est apparu pour la première fois à Shanghai Disneyland le 1er septembre 2020, pour le mois Duffy. Son nom était à l'origine 'Olu, jusqu'à ce qu'il soit changé en 'Olu Mel.

### LinaBell
LinaBell est un renard rose intelligent avec une orchidée violette qui adore résoudre des problèmes et des mystères en trouvant des indices à l'aide de sa loupe. Les visiteurs ont pu rencontrer LinaBell au Shanghai Disney Resort à partir du 29 septembre 2021. Linabell est arrivée à Hong Kong Disneyland le 9 septembre 2022.

### Tippy Blue
Tippy Blue est un personnage secondaire dans Duffy and Friends. Ce n'est pas une peluche comme le reste des personnages de Duffy and Friends. Tippy Blue est un personnage de mouette facteur qui fait parfois des erreurs par inadvertance malgré ses bonnes intentions. Il est apparu dans certaines histoires de Duffy et dans le spectacle My Friend Duffy à Cape Cod (Tokyo DisneySea).